# Leucaena trichodes
Leucaena trichodes är en ärtväxtart som först beskrevs av Nikolaus Joseph von Jacquin, och fick sitt nu gällande namn av George Bentham. Leucaena trichodes ingår i släktet Leucaena och familjen ärtväxter. Inga underarter finns listade i Catalogue of Life.